# Szkrad vára
Szkrad vára (horvátul: Utvrda Skrad), várrom Horvátországban, Donji Skrad határában.

## Fekvése
Donji Skrad falutól délnyugatra, a Korana partja fölé emelkedő Gradina nevű magaslaton találhatók maradványai.

## Története
Szkrad várának létezéséről a 15. századból származnak az első adatok, amikor a Frangepánok birtoka volt. A Cilleiekhez Frangepán Erzsébet házasságával került, majd Cillei Ulrik halála után 1456-ban V. László magyar király Andreas Kreiger streničnjaki várnagynak adta. 1463 körül özvegyétől Frangepán Márton vásárolta meg, majd továbbadta Okics és Cetin urának Benvenjudi Tamás fia Jánosnak tulajdonába. A család kihalása után a birtok 1504-ben a királyra szállt. II. Ulászló magyar király kincstárnokának Bornemissza Jánosnak adta, de már a következő évben elfoglalta Frangepán Bernát. 1516-ban Benvenjudi János özvegye hivatalosan is átengedte a Frangepánoknak, akik később is megtartották. Szkradot Bernát után unokája, Frangepán István örökölte, majd a Zrínyiekkel kötött szerződése után gróf Zrínyi Miklósé lett. Szkradot már 1493 előtt támadta a török, a város portáit felégette, a lakosságot legyilkolta, illetve fogságba hurcolta. A porták száma a korábbi 45-ről 17-re csökkent. 1524-ben újabb támadás érte a vidéket, de az igazi nagy pusztítást a boszniai bég 1557-es támadása okozta. A török sereg a várat megostromolta és lerombolta.

## A vár mai állapota
Szkrad várának romjai a Szkradi hegység egyik keskeny, sziklás nyúlványán, a Korana folyó fölött találhatók. Vele szemben, a folyó túlpartján emelkedik az a Kestenjak hegy, ahonnan a helyiek szerint, a török lövette egykor a várat. A várnak tekintélyes romjai állnak bár a Korana felőli oldalának fala, egy 1864-es villámcsapás következtében a folyóba omlott. A belső vár háromszög alaprajzú volt, itt állt egykor a Frangepánok palotája. Egykor magas falak és tornyok övezték, de alapfalaikat is nehéz ma már felismerni. A belső vár körüli platón a külső vár, az egykori mezőváros alapfalai jól kivehetők. A vár alatti mezőváros Szent Lőrinc plébániatemplomának falai az egykori kaputorony mellett mintegy egy méter magasságban állnak. A kaputoronyból mára csak kőhalmaz maradt.